# 臺南市佳里區塭內國民小學
23°09′51″N 120°10′21″E / 23.164145°N 120.172379°E
臺南市佳里區塭內國民小學（簡稱：塭內國小）是一所位於臺灣臺南市佳里區塭子內的市立國民小學，建立於1920年。

## 沿革
- 1920年4月，在永昌堂設立佳里公學校分教場。
- 1921年6月，建校舍於現址，名為塭子內公學校。
- 1941年4月，改名為塭子內國民學校。
- 1946年2月，改稱為北門區佳里鎮第四國民學校。
- 1968年8月，因實施九年國民教育，改稱為塭內國民小學。

## 外部連結
- 臺南市佳里區塭內國民小學